# 斯金納山
84°46′S 171°10′W / 84.767°S 171.167°W
斯金納山（Mount Skinner），是南極洲的山峰，位於阿蒙森海岸，處於布拉沃山以南，長6公里、寬3.7公里，海拔高度1,060米，該山峰現時由南極條約體系管理。